# Perimeter
Perimeter è un videogioco di strategia in tempo reale a tema fantascientifico, sviluppato da K-D Lab per Microsoft Windows, pubblicato da 1C Company e Codemasters e messo in commercio il 21 maggio 2004.

## Trama
L'umanità ha subito dei radicali cambiamenti nella società. Scienziati e leader spirituali si identificarono in un'unica figura, chiamata Spirito. Questi Spiriti, prevedendo l'inevitabile distruzione della Terra a causa delle devastazioni avvenute in passato, riuscirono a scoprire un nuovo piano di esistenza: la Psicosfera. Questa venne usata come un condotto, un mezzo per raggiungere un altro mondo incontaminato, una nuova Terra Promessa, in cui era necessario passare in vari mondi percorrendo una catena all'interno della Psicosfera. Il nome "Psicosfera" era un nome opportuno: infatti i vari mondi assumevano la forma dei pensieri e delle azioni verificatesi sulla Terra nel corso della sua storia. Gli Spiriti avviarono poi la costruzione di enormi navi-città volanti chiamate Frame, che potevano ospitare centinaia di migliaia di persone per un periodo indefinito di tempo. Con i frame ultimati, gli Spiriti iniziarono assieme ad i coloni il viaggio nella Psicosfera con l'intento di portare il popolo alla Terra Promessa, abbandonando il pianeta d'origine per sempre; i viaggi avvenivano attraverso due tipi di portali comandati dagli Spiriti: il portale Alfa ed il portale Omega.
All'interno di ciascun frame, gli Spiriti costituivano i Consigli degli Spiriti, che esercitavano un'autorità assoluta in tutte le questioni relative ad i Frame. La popolazione veniva mantenuta calma ed era costretta ad effettuare rituali spirituali per il controllo mentale; infatti era stato presto scoperto che la psicosfera reagiva alle emozioni negative, che causavano la creazione di creature conosciute come Scourge ((EN)  Flagello) in ogni mondo, che attaccavano senza sosta i Frame. In alcuni Frame, i cittadini iniziarono però a ribellarsi contro il dominio del Consiglio degli Spiriti, ed i Frame si divisero in tre fazioni: l'Exodus, che ha continuò a seguire la guida degli Spiriti ed a cercare la Terra Promessa; l'Harkback, che respinse la regola degli Spiriti e cercò di ripercorrere la catena a ritroso per tornare sulla Terra; e l'Impero, che rifiutò gli Spiriti, l'idea della Terra Promessa, e la Terra, cercando invece di stabilire un impero cibernetico dell'uomo all'interno della stessa Psicosfera.
Mentre il gioco procede, le varie fazioni entrano in contatto, ed eventualmente combattono, con gli uni gli altri Frame e tutte contro gli Scourge. L'Exodus continua a muoversi attraverso la catena dei mondi verso la sua fine; l'Harkback raggiunge i primi mondi all'inizio della catena, e l'Impero cerca di dominare entrambe le parti. In definitiva l'Exodus distrugge il principale Frame imperiale in prossimità di un portale verso la Terra Promessa, e quindi riesce ad attraversare il portale. Nel frattempo, l'Harkback trova i mondi alla radice della catena ed un portale verso la Terra. Tuttavia, entrambe le fazioni finiscono l'una vicino all'altra sulla Terra Promessa, che sembra essere la Terra come era milioni di anni fa. Questo è il contesto con il quale inizia il seguito del gioco, Perimeter 2: New Earth.

## Modalità di gioco

Una scena del gameplay

Il gioco possiede alcune delle classiche caratteristiche dei videogiochi strategici in tempo reale, con visuale dall'alto, la costruzione di infrastrutture, la creazione di unità di costruzione e da combattimento, ecc.
Nel gioco è disponibile una sola risorsa, una non definita "Energia", necessaria per ogni operazione. Tale risorsa viene prelevata tramite delle centrali poste sul terreno, che la raccolgono e la incrementano. Tra le peculiarità di questo titolo c'è la caratteristica di poter modificare il terreno: alcune unità apposite eseguono la cosiddetta "terraformazione", cioè livellano il suolo ove possibile per consentire la costruzione di centrali e di edifici, oltre che la possibilità di far atterrare il Frame, edificio più importante la cui distruzione porta la perdita della partita. Oltre alla terraformazione c'è la possibilità di creare degli "abissi programmati", che rallentano e danneggiano le unità nemiche e gli Scourge di terra.
Peculiarità del titolo è la possibilità di creare un "perimetro" (dal titolo del gioco (EN)  Perimeter, perimetro) attorno agli edifici, consistente in una barriera energetica con funzione di involucro che fornisce protezione totale contro ogni attacco terrestre o aereo agli edifici o alle unità interne a questo, con un consumo elevatissimo di energia.
Un'altra caratteristica del gioco è quella di poter creare un unico tipo base di unità, costituito da tre sottounità chiamate Soldati, Ufficiali e Tecnici. Queste unità non hanno potere offensivo e sono molto poco corazzate. Si possono comandare separatamente al massimo 5 gruppi di unità non separabili. Tali gruppi di unità sono "trasformabili", ovvero con un comando esse possono fondersi e ritrasformarsi in nuovi tipi di unità dalle varie caratteristiche, spendendo una frazione di energia e potendo ritrasformarsi un numero illimitato di volte. Questi tipi di unità sono di terra, volanti e sotterranee. I combattimenti avvengono tramite scontri a fuoco per le unità terresttri od aeree, le quali possono anche in alcuni casi attaccare le strutture avversarie; le unità sotterranee invece non possono avere scontri a fuoco e danneggiano gli edifici avversari alterando il terreno sottostante. Esistono anche unità speciali che possono ad esempio rubare energia all'avversario, essere invisibili, creare Scourge o autodistruggersi.
Le strutture costruibili sono necessarie per la produzione di unità ed avanzamenti tecnologici finalizzati alla creazione di nuovi tipi di unità. Esistono anche costruzioni per la difesa terrestre, aerea e sotterranea, oltre che strutture per l'attacco a edifici su distanze limitate ed edifici particolari per attacchi missilistici, creazione di Scourge ed alterazione del terreno sul suolo avversario. Le centrali energetiche, fondamentali per il gioco, deveno essere connesse tra loro con un raggio energetico ed al Frame, per essere connesse devono essere distanti tra loro non più di una certa soglia (a meno di utilizzare un collettore) e devono essere presenti di fianco alle altre strutture per permetterne l'alimentazione e la costruzione. Se una centrale che connette altre centrali o edifici viene distrutta, tutte le altre centrali non funzionano più, perdono il proprietario ed anche tutti gli edifici connessi da queste perdono la funzione ed il controllo del giocatore. Se una fazione avversaria costruisce e connette una centrale a centrali disconnesse ne assume il controllo, assieme a tutti gli edifici adiacenti, strategia chiave del gioco.
È prevista la modalità di gioco singolo a campagna, singolo a battaglia, multiplayer in LAN e multiplayer a server Internet.

## Accoglienza
Perimeter ha ricevuto molti elogi per le sue innovazioni nel genere strategico in tempo reale, quali l'uso della terraformazione e le trasformazioni delle unità. La rivista Game Informer, in una sua recensione, ha definito il titolo «un gioco divertente, anche se un po' grezzo», e gli ha dato un punteggio di 7,75/10. Tale rivista si è complimentata per i suoi concetti innovativi e ha detto che il gioco «possiede una strategia tutta sua», ma ha criticato la sua mancanza di raffinatezza: «L'intelligenza artificiale delle unità è spesso inefficace, quella dei nemici è ancora peggio, e le prestazioni nella frequenza dei fotogrammi soffrono durante lo spostamento della visuale o durante le battaglie più intense anche con un ottimo PC». Tuttavia ha concluso che «i concetti fondamentali, la grafica eccellente e la progettazione delle missioni sono eccellenti», e che «le nuove idee valgono da sole la pena per dare uno sguardo».
L'uso della terraformazione per espandere la base del giocatore rende la terra stessa la risorsa primaria, fornendo una dinamica diversa da altri titoli RTS. Il sistema di connessione delle centrali energetiche è stato valutato come molto fruttifero nelle partite multiplayer, la capacità di trasformarsi in diverse combinazioni delle unità di base in una più ampia varietà di unità più potenti è stato visto come una gestione creativa, riducendo la necessità di costruire e controllare un grande esercito e fornendo una dinamica alternativa.
Le critiche comprendono la natura frammentaria della trama (nella campagna a giocatore singolo c'è un frequeste passaggio tra le fazioni), la mancanza di sfida nella lotta contro gli Scourge e la loro intelligenza artificiale poco brillante, e le missioni contro gli altri Frame spesso ridotte ad una guerra di logoramento causata dal continuo uso da parte dell'avversario dello scudo perimetrale.

## Espansioni
Il 30 agosto 2006 è stata pubblicata un'espansione del gioco, chiamata Perimeter: Emperor's Testament.

## Sequel
Il 4 luglio 2008 la K-D Lab ha annunciato lo sviluppo di un seguito Perimeter 2: New Earth, poi effettivamanente pubblicato nel 2009.